# Колесник Юрій Олександрович
Ю́рій Олекса́ндрович Коле́сник (нар. 22 березня 1994 — пом. 23 жовтня 2017) — старший солдат 28-ї окремої механізованої бригади Збройних сил України, учасник російсько-української війни.

## Життєпис
Народився 1994 року в місті Дубровиця (Рівненська область). Його батько розмальовував церкви. Закінчив 9 класів місцевої школи, здобув фах муляра-штукатура у Дубровицькому професійному ліцеї. Добре малював, робив татуювання, прихильник ВО «Свобода», активіст. Від 15 жовтня 2013 року проходив військову службу за контрактом — у 80-й бригаді.
Брав участь у боях за Луганський аеропорт, забезпеченні виводу військ з «Іловайського котла». 2014 року зазнав контузії, проходив лікування в Одеському військовому госпіталі. Вступив на навчання до Одеської військової академії, згодом перевівся у 28-му бригаду. Деякий час був інструктором з саперної справи на Яворівському полігоні, по тому повернувся на фронт; солдат, стрілець-зенітник механізованого батальйону.
23 жовтня 2017 року під час несення служби на спостережному посту поблизу села Богданівка (Волноваський район) проводив розвідку місцевості — на предмет запобігання підходу ДРГ противника. Встановлюючи сигнальні ракети для безпеки поста, Юрій підірвався на невідомому мінно-вибуховому пристрої.
26 жовтня 2017-го похований на центральному міському кладовищі Дубровиці. Жителі навколищніх сіл зустрічали тіло Юрія, встеляючи останній шлях квітами; люди пізнього вечора з запаленими свічками стояли на колінах. Похований поряд із дідом — Колесником Володимиром Потаповичем, вояком УПА. Заупокійну панахиду відслужив 21 священик.
Без Юрія лишилися батько Олександр Володимирович, мама Валентина Василівна, старший брат (настоятель Свято-Петро-Павлівського храму Сарненської єпархії УПЦ МП), дві старші сестри.

## Нагороди та вшанування
- указом Президента України № 42/2018 від 26 лютого 2018 року «за особисту мужність і самовіддані дії, виявлені у захисті державного суверенітету та територіальної цілісності України, зразкового виконання військового обов'язку» — нагороджений орденом «За мужність» III ступеня (посмертно)[1]
- пам'ятний нагрудний знак МОУ «Захиснику України» (29 листопада 2015)
- 23 березня 2018 року в Дубровицькому професійному ліцеї відкрито меморіальну дошку честі Юрія Колесника.